# Tokugawa Ieshige
Tokugawa Ieshige est un nom japonais traditionnel ; le nom de famille (ou le nom d'école), Tokugawa, précède donc le prénom (ou le nom d'artiste) Ieshige.
Tokugawa Ieshige (徳川 家重, Tokugawa Ieshige, 1712-1761) est le 9e shogun du shogunat Tokugawa au Japon. Il règne de 1745 à 1760.

## Biographie

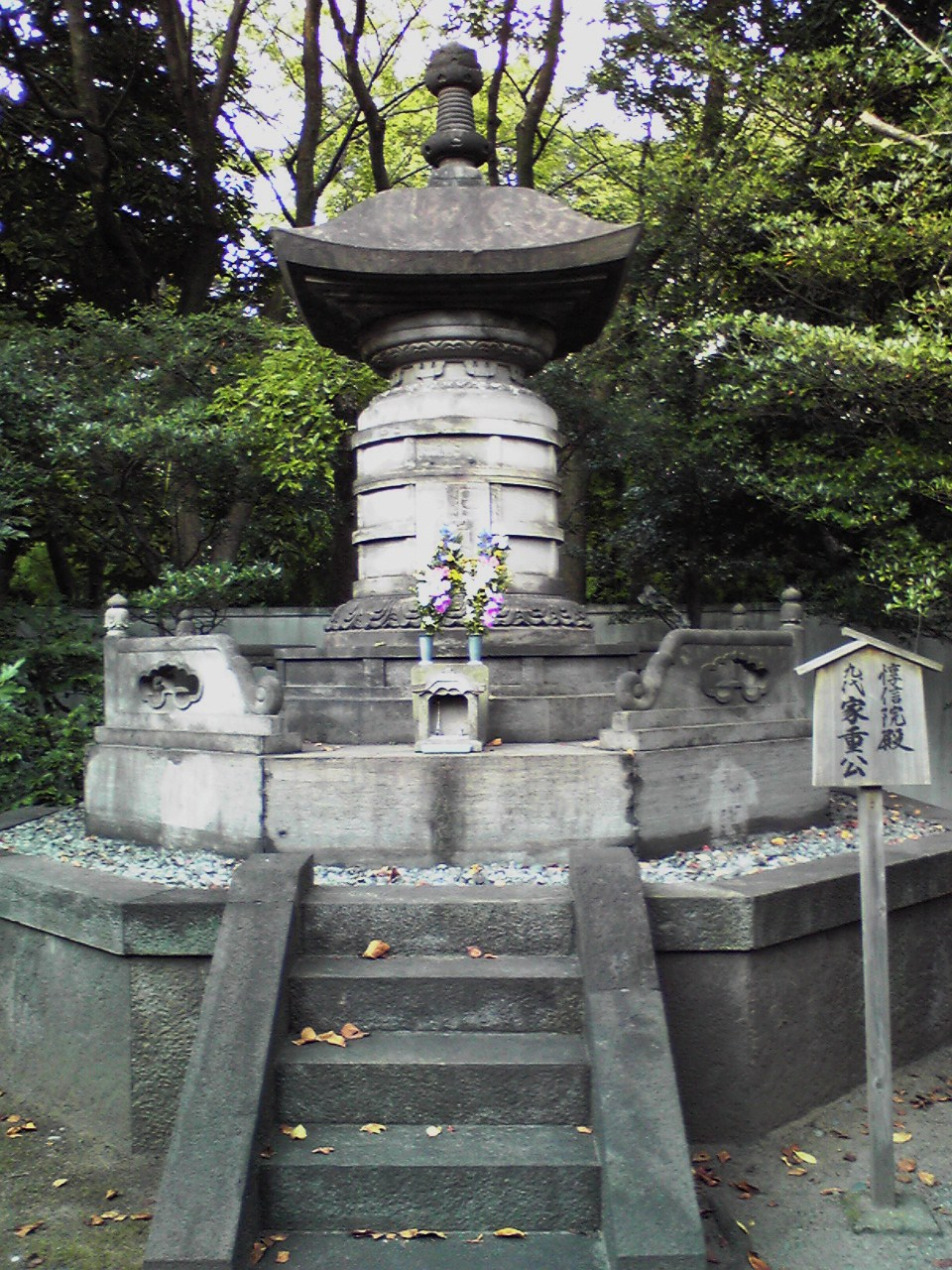
Monument commémoratif à Zōjō-ji.

Il est le premier fils de Tokugawa Yoshimune, sa mère est la fille d'Ōkubo Tadanao (XVIIe siècle), connue sous le nom d'Osuma no kata. Sa cérémonie de la majorité a lieu en 1725. Sa première femme, Nami-no-miya, est la fille du prince Fushimi-no-miya Kuninaga (伏見宮 邦永親王). Sa deuxième femme, Okō, est la fille de l'un des courtisans qui ont suivi sa première femme de la cour impériale à la cour shogunale d'Edo ; reconnue pour son excellent naturel, elle est la mère d'Ieharu, qui allait devenir l'héritier d'Ieshige.

## Ères pendant lesquelles Tokugawa Ieshige a été shogun
Son shogunat a couvert plusieurs ères, ou nengō :
- Enkyō (1744-1748),
- Kan'en (1748-1751),
- Hōreki (1751-1764).